# Gunpowder (miniserie televisiva)
Gunpowder è una miniserie televisione drammatica storica britannica prodotta da Kudos e dalla Thriker Films di Kit Harington per BBC One. La serie drammatica di tre parti è stata trasmessa su BBC One nel Regno Unito il 21 ottobre 2017.
È stata sviluppata da Ronan Bennett, Kit Harington e Daniel West ed è basata sugli avvenimenti legati alla congiura delle polveri a Londra del 5 novembre 1605, quando un gruppo di persone organizzò un complotto per far saltare in aria la Camera dei comuni a Londra. La serie vede come protagonista Harington, che è un diretto discendente del personaggio da lui interpretato Robert Catesby. J Blakeson ha diretto la serie.

## Personaggi

### Principali
- Robert Catesby[5][6] interpretato da Kit Harington
- Henry Garnet[5][6] interpretato da Peter Mullan
- Sir Robert Cecil[5][6] interpretato da Mark Gatiss
- Anne Vaux[5][6] interpretata da Liv Tyler

### Ricorrenti
- Thomas Bates interpretato da Luke Broughton
- Sir Everard Digby interpretato da Philip Hill-Pearson
- Tom Cullen è Guy Fawkes
- David Bamber è Henry Percy, IX conte di Northumberland
- Edward Holcroft è Thomas Wintour
- Luke Neal è John Wright
- Matthew Neal è Christopher Wright
- Daniel West è Thomas Percy
- Martin Lindley è Francis Tresham
- Joseph Ringwood è Ambrose Rookwood
- Shaun Dooley è Sir William Wade
- Derek Riddell è Giacomo I d'Inghilterra
- Kevin Eldon è Sir Joseph Hawksworth
- Robert Emms è padre John Gerard
- Pedro Casablanc è Il Connestabile di Castiglia
- Jason Redshaw è Yeoman of the Guard
- Colin Coombs è il Boia
- Sian Webber è Lady Dorothy Dibdale
- Christopher T. Johnson è Robert Wintour
- Simon Kunz è Lord Howard
- Hugh Alexander è Sir Philip Herbert, IV conte di Pembroke